# Bartholomeus Strobel il Giovane

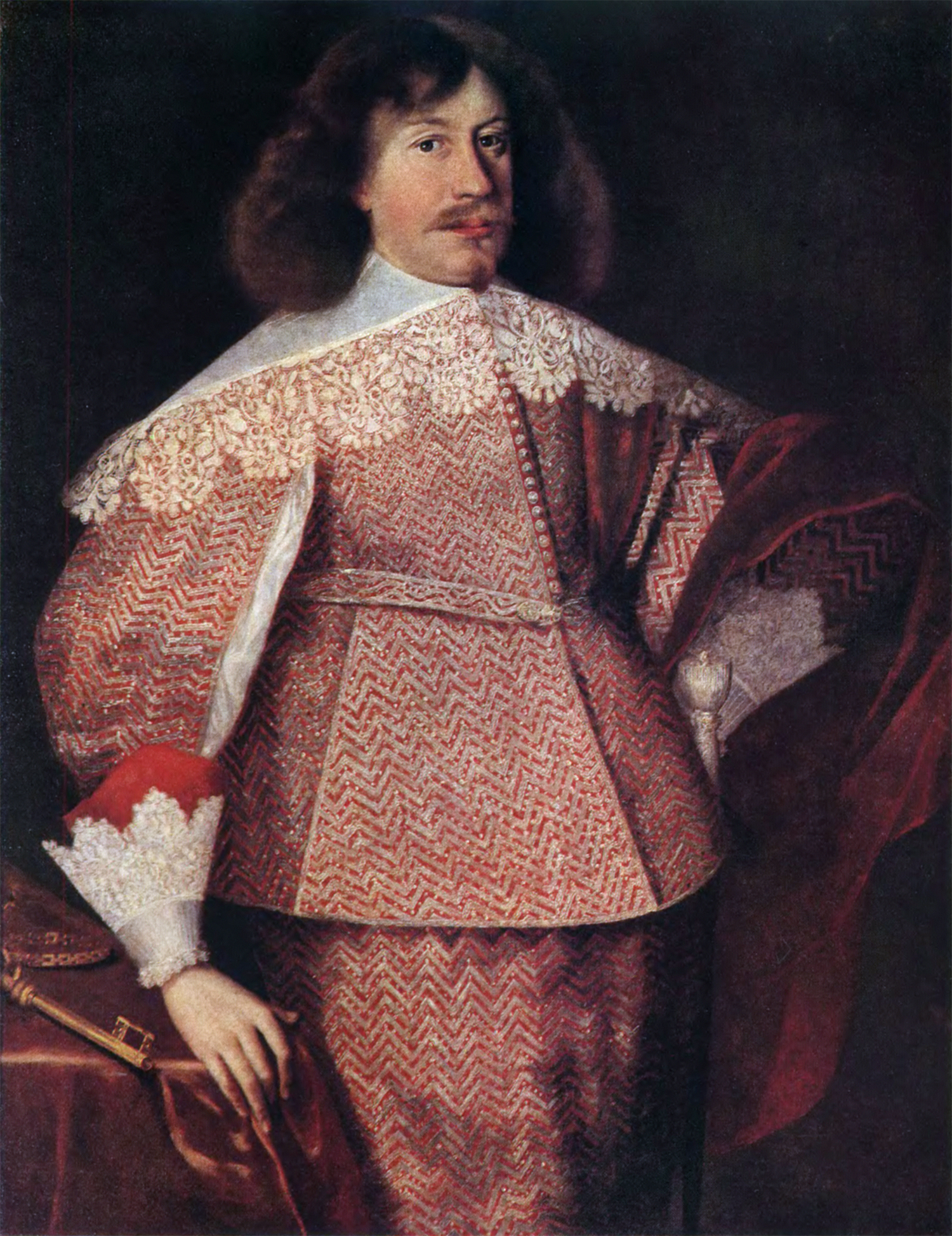
Ritratto di Janusz Radziwiłł (1634; Museo nazionale di Minsk).

Bartholomeus Strobel il Giovane, indicato anche con la grafia Bartholomäus (Breslavia, 1591 – Toruń, 1665 circa), è stato un pittore tedesco.

## Biografia
Nel 1624 è citato come precedente pittore di camera degli imperatori Mattia e Ferdinando II. Più tardi fu al servizio dell'arciduca Carlo d'Austria, poi del principe-vescovo di Breslavia e del re di Polonia Ladislao IV. 
Stilisticamente appartenne al tardo manierismo internazionale, che continuò a praticare nell'aree remote dell'Europa orientale anche nel XVII secolo.